# Palmer Park (Chicago)
Pour les articles homonymes, voir Palmer Park.
Ne doit pas être confondu avec Parc Palmer.
Palmer Park est un parc urbain situé dans le secteur de Roseland de la ville de Chicago, aux États-Unis. En 2007, le parc est inscrit sur le prestigieux Registre national des lieux historiques (National Register of Historic Places) par le National Park Service (NPS).
Il ne doit pas être confondu avec Palmer Square, un autre parc de Chicago se trouvant dans le quartier de Logan Square, dans le nord-ouest de la ville.

## Histoire
Le parc porte le nom de Potter Palmer (1826-1902), un investisseur immobilier et homme d'affaires prospère concerné par le développement de Chicago. Palmer est responsable du développement de la partie nord du quartier des affaires de la ville, puis du développement de Lake Shore Drive, le périphérique Est de la ville. Il fait construire le terrain de baseball d'origine des Chicago White Stockings, les prédécesseurs des Cubs et également fait construire le Palmer House Hotel. Palmer Park a été créé en 1904 par la Commission de South Park.
D'après une politique menée par la municipalité de Chicago pour le renouvellement urbain et la création de nouveaux espaces verts et récréatifs dans les quartiers surpeuplés de la ville, la commission, dirigée par le superintendant Frank J. Foster, fait construire une dizaine de nouveaux parcs, dont celui de Palmer. Ces parcs ont été conçus par les architectes paysagistes Frederick Law Olmsted et Daniel Burnham.
En 1934, les 22 commissions indépendantes des parcs de la ville sont regroupées dans un nouveau système unifié. Le Palmer Park devient le premier parc municipal à intégrer la nouvelle entité connue aujourd'hui sous le nom de « Chicago Park District ». Grâce au financement du gouvernement fédéral, James McBurney, un peintre travaillant pour la société Art District Park, peint trois fresques murales au Palmer Park : Native Americans, Explorers et Dutch settlers.

## Aménagements
Le parc est ouvert tous les jours de l'aube au crépuscule, avec entrée gratuite. Les installations et aménagements incluent des terrains de baseball, une salle d'entraînement physique, des salles de réunion, une piscine extérieure et des courts de tennis.